# Edward Burra

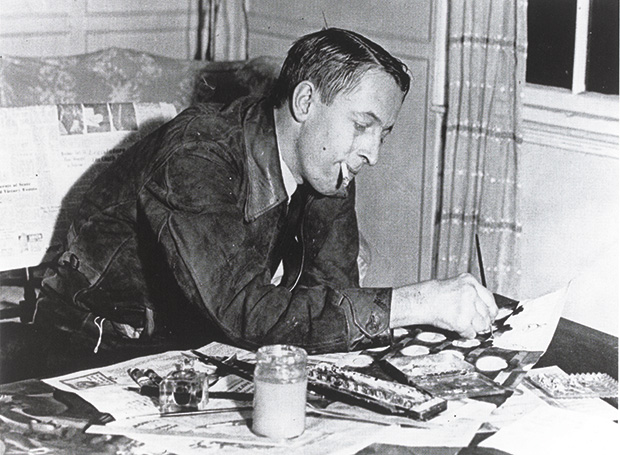

Edward Burra (Elvaston Place, South Kensington, 29 de marzo de 1905-Rye,Sussex, 22 de octubre de 1976), pintor inglés. La mayoría de sus obras famosas son acuarelas de mujeres, o de gente divirtiéndose, pintadas en el estilo nítido y ligeramente exagerado que le caracterizaba.

## Biografía
Se crio en un medio acomodado, su padre fue un exitoso abogado que ejerció también como juez de paz de su condado. Estudió en el Instituto Politécnico de Chelsea (1921-1923) y en el Royal College of Art (1923-1925), destacando como dibujante. En la segunda mitad de la década de 1920 viajó por Francia pintando detalladas escenas urbanas, que describían los bajos fondos de Toulon y Marsella. Viajó mucho, y a partir de los años 30 comenzó a interesarse y a plasmar el medio de los negros de Harlem, en NY. Fue un gran amante de los locales de jazz clandestinos de NY.
En 1927, durante un viaje a Italia, conoció a Paul Nash que le mostró periódicos de vanguardia, en los que tuvo ocasión de ver la obra de artistas como George Grosz; lo que le estimuló para realizar collages y dibujos (y unas cuantas xilografías) dentro del espíritu dadaísta. 
Fascinado por lo exótico y prohibido, Burra, en su obra The Jungle (1931), crea una cena en un mundo tropical e imaginario. La exuberancia sensual de la mujer, la flora y la fauna combinadas con premoniciones de muerte. También plasmó la desolada España tras la Guerra Civil. El interés de Burra por el surrealismo gestado en España ha sido investigado por Katherine Hudson en su trabajo, Edward Burra, Spain and Surrealism.
Fue uno de los primeros artistas británicos influenciados por el Surrealismo. Creó un universo perturbador, habitado por mujeres extravagantemente vestidas, trabajadores, marineros y soldados, casi siempre, en locales imaginarios. Debido a sus problemas de salud que lo acompañan desde su infancia y lo debilitan físicamente, utilizaba predominantemente acuarela, que era más fácil de trabajar que el óleo.
Su primera exposición en solitario tuvo lugar en la Galería Leister, en 1930. El Guernica de Picasso le impresionó de tal forma que a partir de entonces cambió su estilo. Durante la II Guerra Mundial, a causa de la imposibilidad de viajar, trabajó como escenógrafo para obras teatrales y ballets y ganó una discreta notoriedad. Aunque rechazó la invitación de ingresar en la Royal Academy en 1963, aceptó la Orden del Imperio Británico en 1971. La Galería Tate organizó una retrospectiva de su obra en 1973. Murió en Hastings, el 22 de marzo de 1976, a consecuencia de las complicaciones acarreadas por la rotura del hueso ilíaco.

## Museos y colecciones
- National Portrait Gallery, Washington D. C., EE. UU.
- University of Dundee Fine Art Collection Escocia, Reino Unido.
- Whitworth Art Gallery Mánchester, Reino Unido.